# Sphinx du tabac
Manduca sexta
Espèce
Le Sphinx du tabac (Manduca sexta) est une espèce de lépidoptères de la famille des Sphingidae qu'on trouve sur le continent américain. Sa chenille se nourrit de plantes de la famille des Solanaceae (de feuilles de tabac ou de tomate) et a un mécanisme pour détoxifier et excréter la nicotine, un neuro-toxique présent dans le tabac. On utilise une guêpe parasitoïde comme moyen de contrôle biologique. Cette guêpe dépose ses œufs sur le dos des sphinx. Souvent les sphinx parasités sont vus couverts de cocons blancs où se déroule la nymphose des guêpes.

## Description

### Œufs
Les œufs de Manduca sexta sont sphériques, mesurent approximativement 1 mm de diamètre et sont d'une couleur verte translucide. L'éclosion se produit typiquement 2 à 4 jours après la ponte. Les œufs se trouvent généralement sur la face inférieure des feuilles, plus rarement sur la face supérieure.

### Chenille
La chenille de Manduca sexta est de couleur verte et peut atteindre 70 mm de long. En condition de laboratoire, lorsque la chenille reçoit une nourriture à base de germes de blé, elle prend une couleur turquoise en raison de l'absence de pigments dans cette nourriture. L'hémolymphe de Manduca sexta contient une protéine bleue appelée insecticyanine. Lorsque la chenille se nourrit sur une plante, elle ingère des protéines contenant des caroténoïdes. Ces caroténoïdes sont principalement jaunes. Mais lorsqu'ils se lient ensemble, le complexe protéique devient vert.
Durant leur stade larvaire, les chenilles de Manduca sexta se nourrissent sur des plantes de la famille des Solanaceae, principalement du tabac, des plants de tomates et des plantes du genre Datura. À la fin du stade larvaire, les chenilles s'enfouissent sous terre pour entrer en pupaison. Le comportement lié à la recherche d'un lieu propice est qualifié d'"errance". Cet état d'errance peut être visuellement confirmé par le battement du cœur (aorte) qui est un long vaisseau pulsatile situé tout au long de la face dorsale de la chenille. Ce cœur n'apparaît qu'au dernier stade larvaire. M. sexta possède 5 stades larvaires séparés par des mues mais d'autres stades larvaires peuvent apparaître lorsque les conditions d'alimentation sont difficiles.

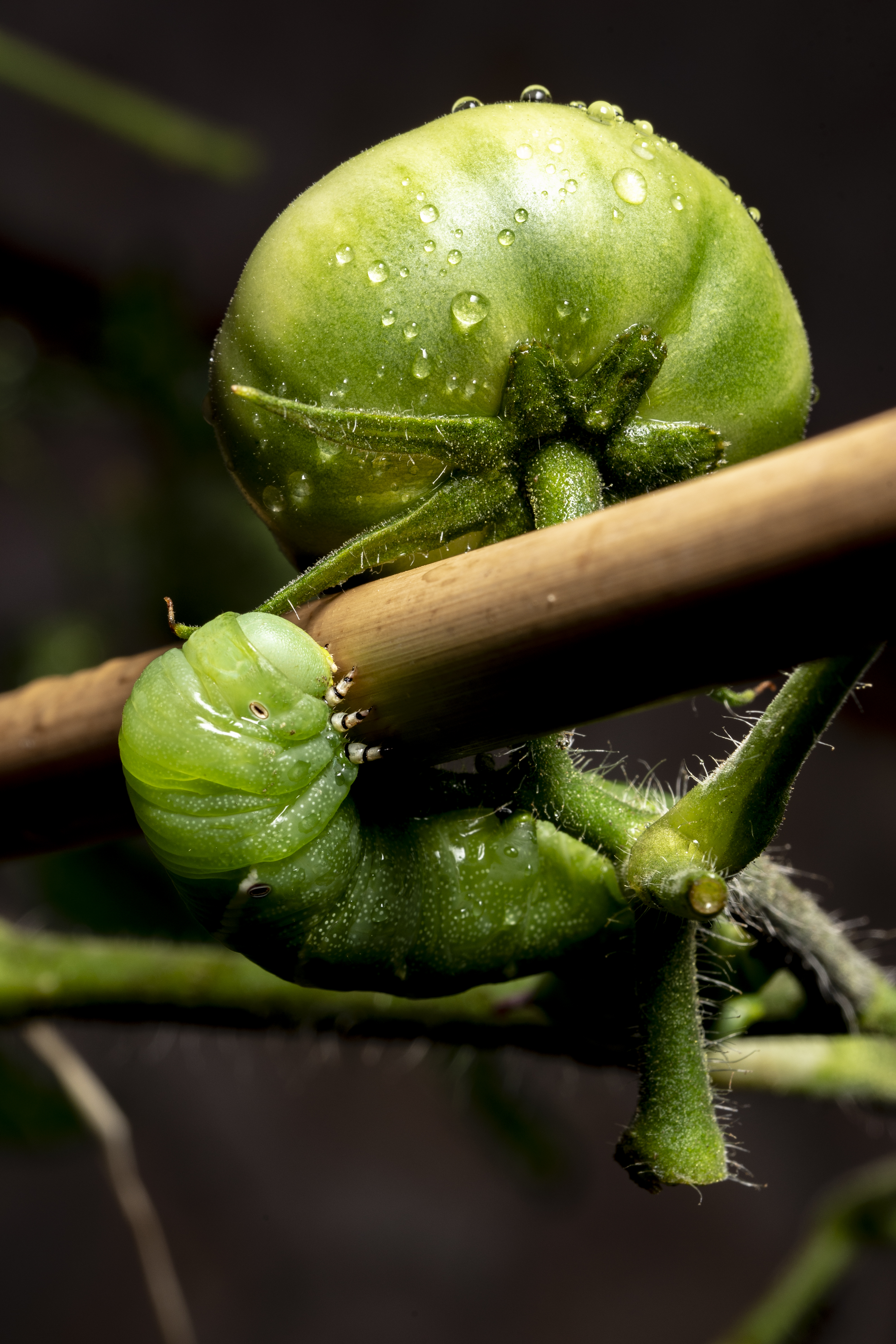
Manduca sexta
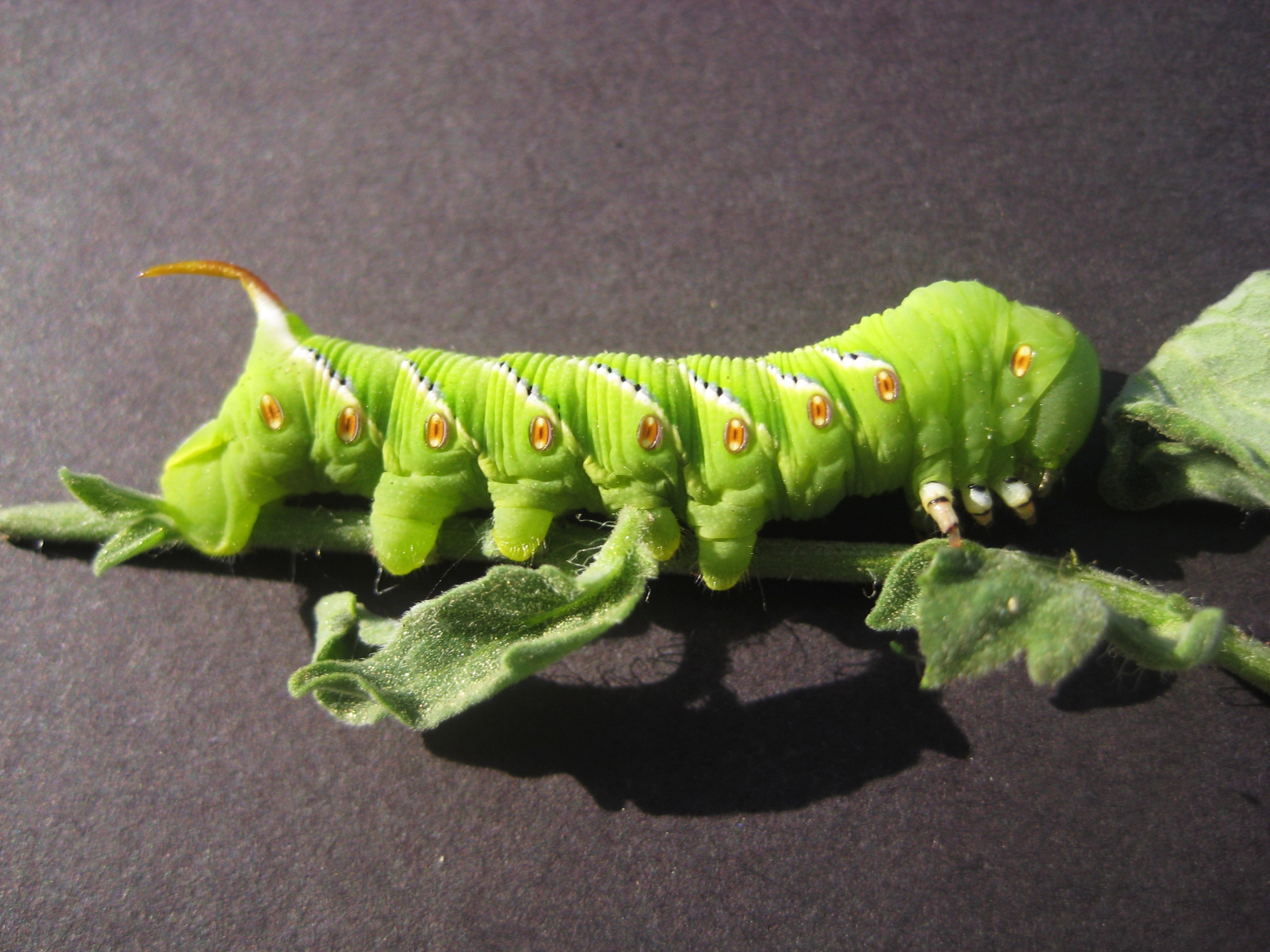
Chenille de Manduca sexta
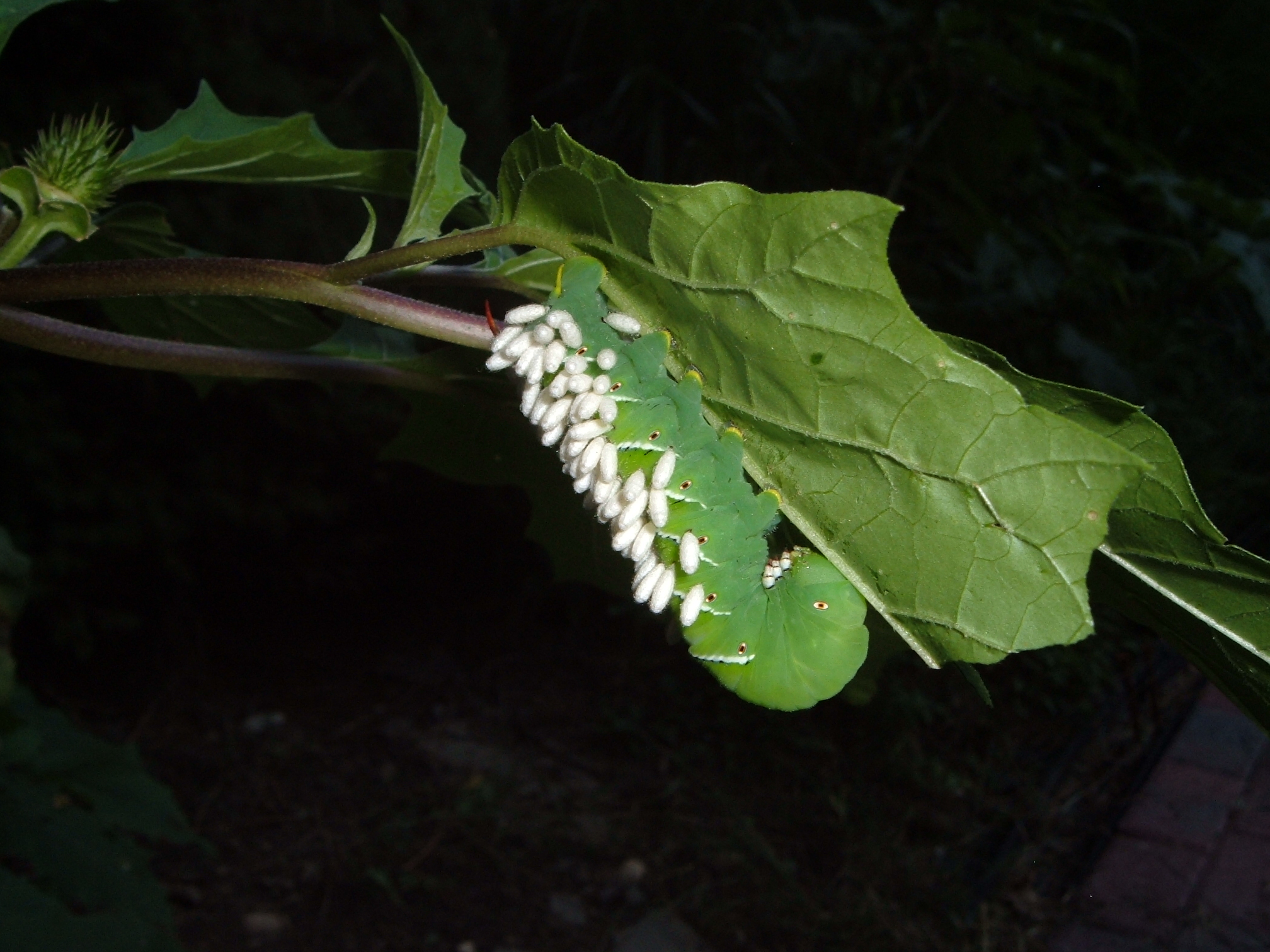
Une chenille parasitée couverte de cocons de guêpes parasitoïdes.
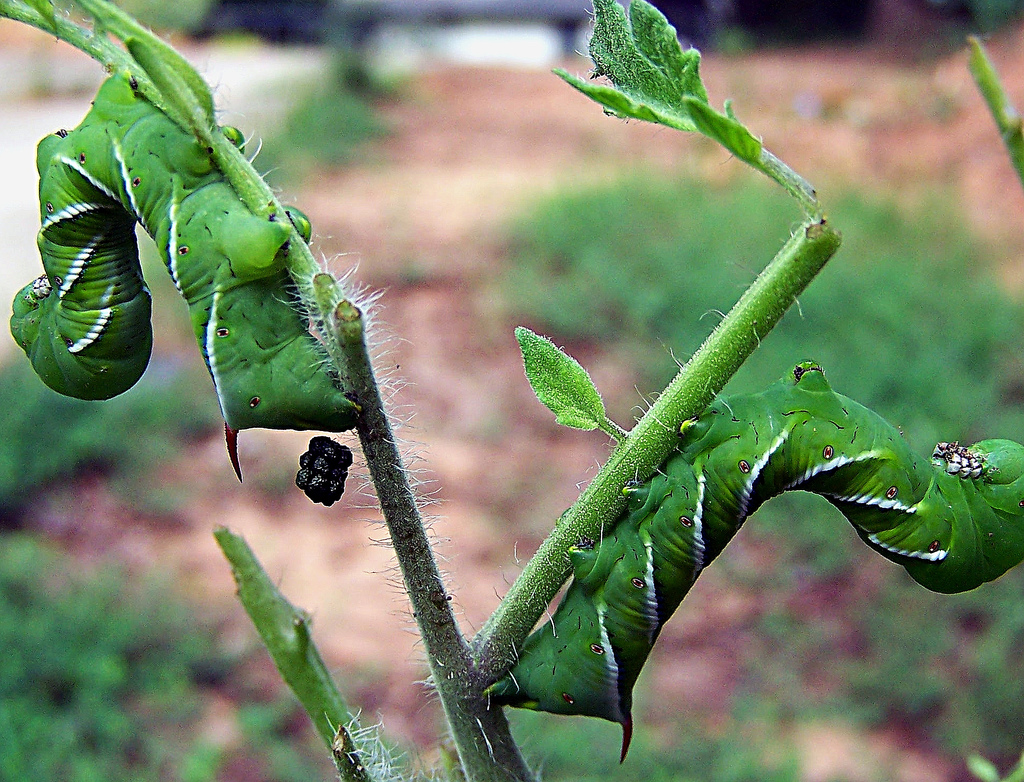
Des chenilles et leur fèces

### Pré-nymphe
Avant la formation de la chrysalide, un stade appelé pré-pupe se produit au cours duquel la larve rétrécit considérablement et se prépare à entrer en pupe. Souvent, les chenilles à ce stade sont prises pour des chenilles mortes ou desséchées.

### Chrysalide
La chrysalide se forme approximativement au 18e jour dans des conditions de laboratoire (17 heures de jour, 7 heures de nuit, 27 °C). Lorsqu'elles sont élevées en photopériode de jours courts (12 heures de jour, 12 heures de nuit), les pupes entrent en diapause, étape pouvant durer plusieurs mois. Au cours de la chrysalidation, les structures du papillon adulte se forment jusqu'à l'éclosion (émergence de l'adulte).

### Adulte (Imago)
Manduca sexta au stade papillon est nectarivore, il se nourrit sur les fleurs et montre une capacité particulière au vol plané.
Il ressemble beaucoup (et est souvent confondu avec) le sphinx de la tomate.
Les mâles et femelles adultes présentent un dimorphisme sexuel. Les mâles sont reconnaissables à leurs antennes plus larges et la présence de ptérygopodes à l'extrémité de leur abdomen. Les papillons femelles sont généralement prêts pour l'accouplement une semaine après l'éclosion et ne peuvent réaliser qu'un seul et unique accouplement. Les mâles peuvent s'accoupler plusieurs fois. L'accouplement se réalise généralement sur une surface verticale, la nuit et peut durer plusieurs heures, le mâle et la femelle étant en position se tournant le dos, leurs abdomens se touchant. Après l'accouplement, les femelles déposent leurs œufs fertilisés sur la face inférieure d'une feuille.

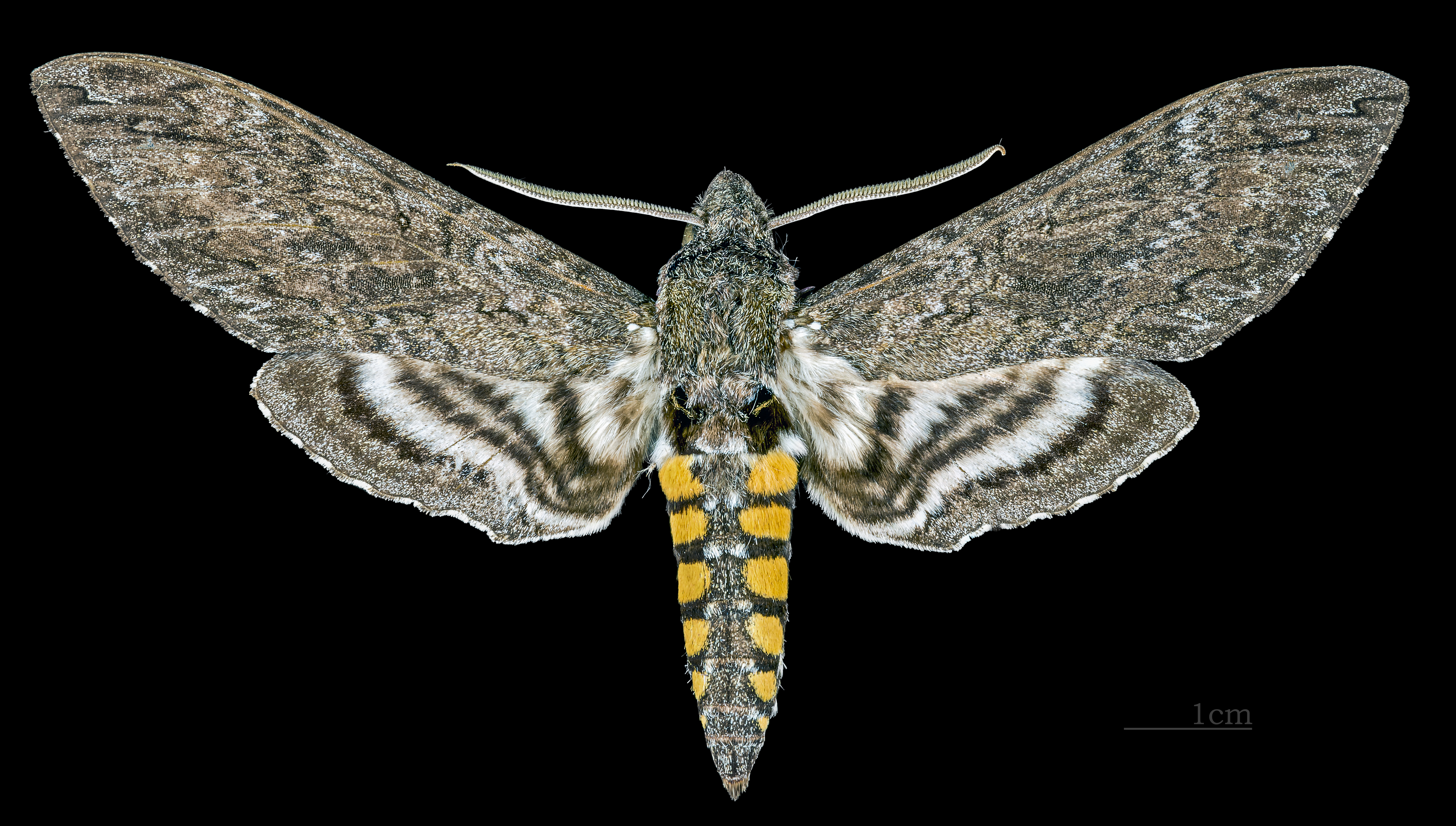
Face dorsale ♂
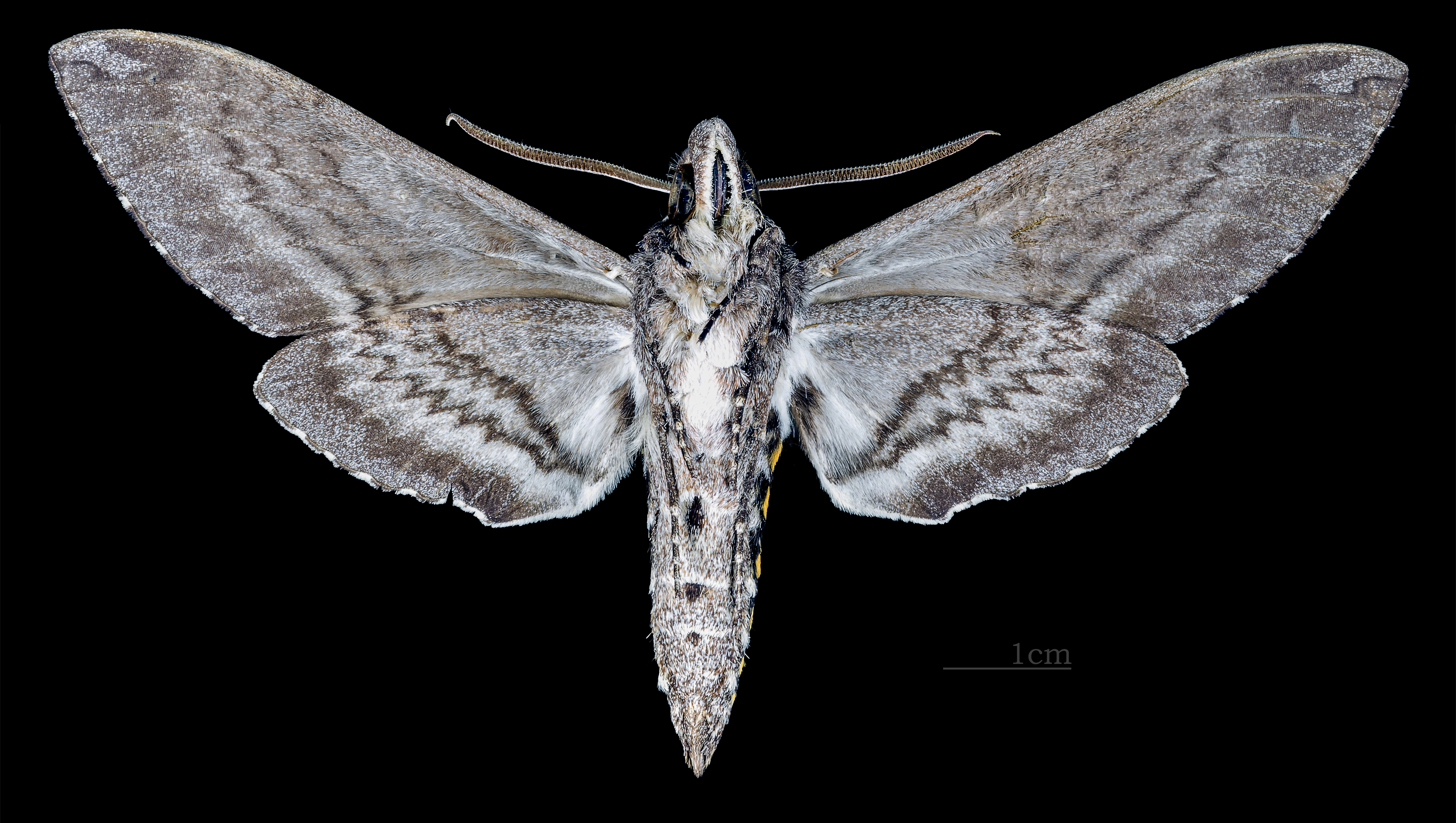
Revers  ♂
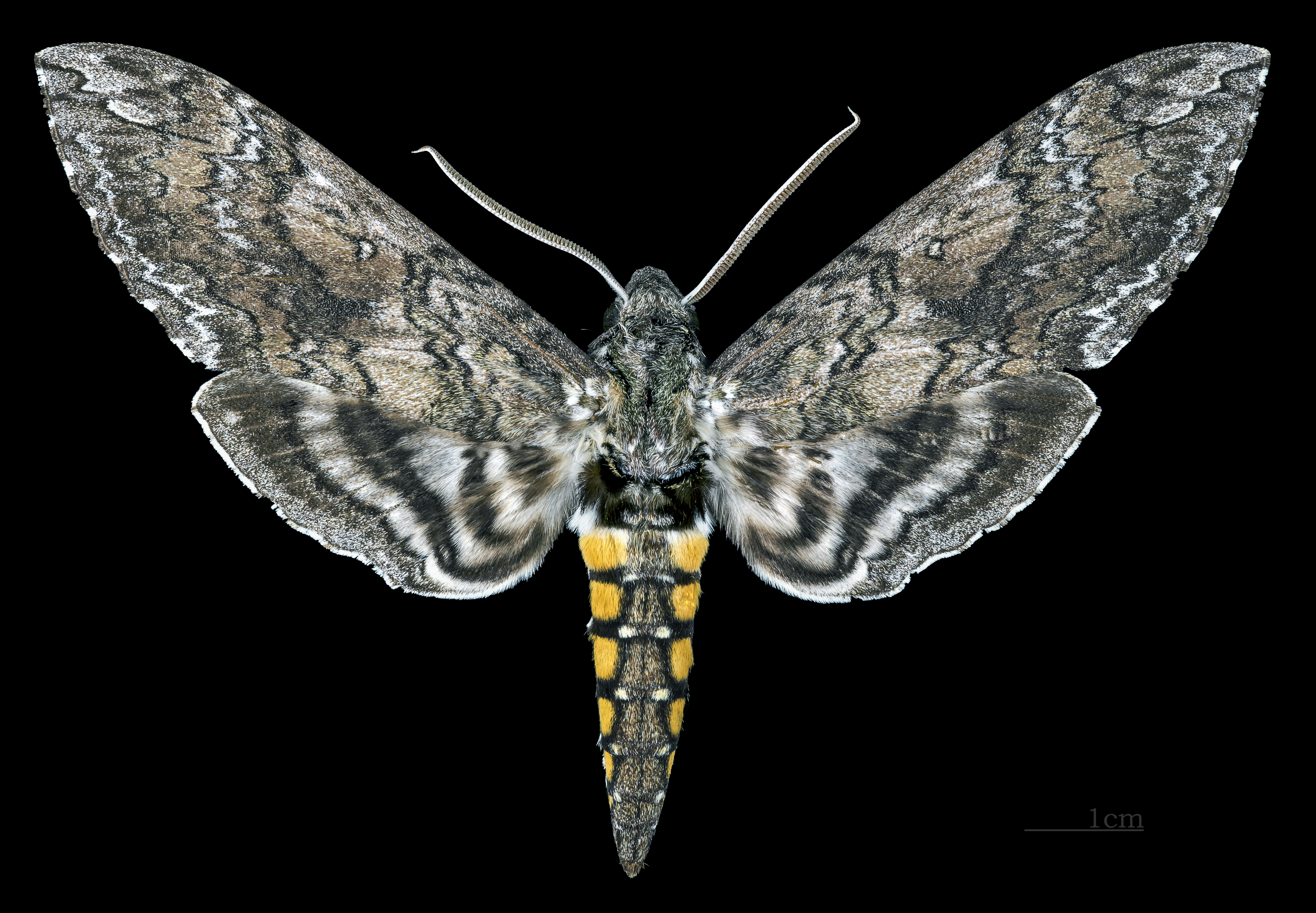
Face dorsale ♀
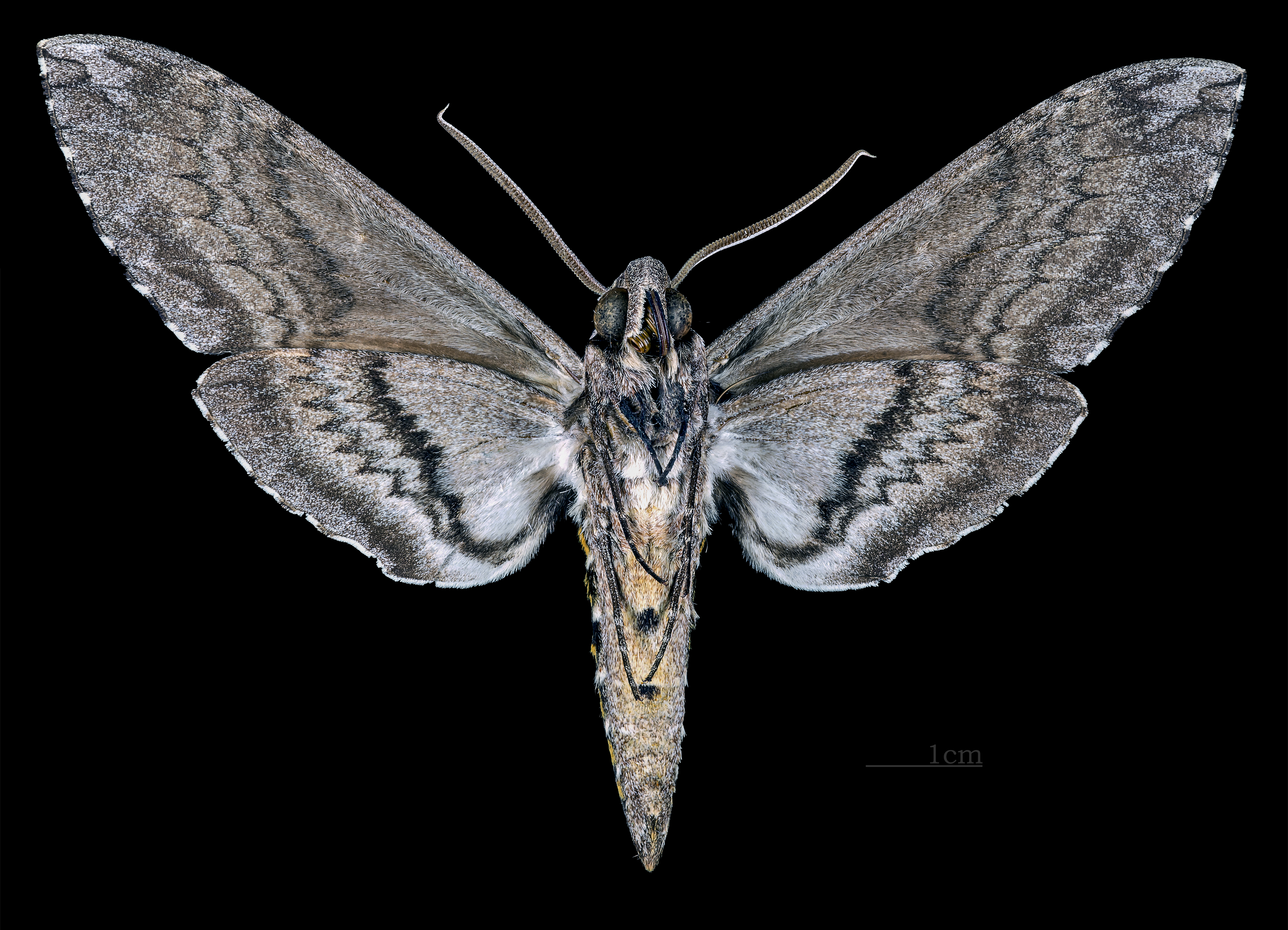
Revers ♀

## Biologie

### Cycle de vie
Manduca sexta a un cycle de vie relativement court, allant de 30 à 50 jours. Dans la plupart des régions, cette espèce peut engendrer deux générations par an bien qu'il puisse y en avoir trois ou quatre dans certaines régions telles que la Floride.
Une technique répandue de lutte biologique contre ce ravageur est l'utilisation des guêpes parasitoïdes de la famille des Braconidae, les Cotesia. Ces guêpes pondent leurs œufs dans la cavité générale des chenilles. La larve de guêpe se nourrit des tissus de son hôte et émerge du corps pour former un cocon. Les chenilles parasitées sont souvent couvertes de multiples cocons blancs et cotonneux qui sont souvent pris pour de gros œufs.

### Communication phéromonale
Manduca sexta est un modèle classique étudié en physiologie sensorielle. En effet, les papillons utilisent des phéromones sexuelles lors des périodes de reproduction.
La phéromone sexuelle produite par les femelles de cette espèce a été décrite. Elle se compose de :
- (E,E,Z)-10,12,14-hexadécatriénal : 11,3 %
- (E,E,E)-10,12,14-hexadécatriénal : 1,2 %
- (E,,Z)-10,12-hexadécadiénal : 3,9 %
- (Z)-11-hexadécénal : 13,4 %
- (E)-11-hexadécénal : 6,8 %
- (Z)-9-hexadécénal : 0,8 %
- Hexadécanal : 15,7 %
- (Z,,Z)-11,13-octadécadiénal : 1,4 %
- (Z)-13-octadécénal : 2,2 %
- (Z)-11-octadécénal : 6,2 %
- Octadécanal : 4,8 %

### Élimination de la nicotine
Après ingestion de la nicotine, le sphinx active un gène codant la synthèse du cytochrome P450, qui permet la détoxification de l’alcaloïde ainsi que son excrétion.

## Systématique
L'espèce Manduca sexta a été décrite par le naturaliste suédois Carl von Linné en 1763, sous le nom initial de Sphinx sexta.
Son épithète spécifique provient des six (sexta en latin) taches jaunes présentes sur chaque côté de son abdomen. 

### Synonymie
- Sphinx sexta Linnaeus, 1763 Protonyme
- Protoparce sexta
- Phlegethontius sexta
- Sphinx carolina Linnaeus, 1764 [5]
- Manduca carolina
- Phlegethontius carolina
- Protoparce carolina
- Macrosila carolina
- Protoparce jamaicensis Butler, 1876
- Sphinx lycopersici Boisduval, 1875[6]
- Sphinx nicotianae Boisduval, 1875
- Sphinx paphus Cramer, 1779
- Protoparce griseata Butler, 1875
- Protoparce leucoptera Rothschild and Jordan, 1903
- Protoparce sexta luciae Gehlen, 1928
- Protoparce sexta peruviana Bryk, 1953
- Sphinx caestri Blanchard, 1854
- Sphinx eurylochus Philippi, 1860
- Sphinx tabaci Boisduval, 1875
- Protoparce sexta saliensis Kernbach, 1964

### Liste des sous espèces
- Manduca sexta sexta (Amériques)
- Manduca sexta caestri (Blanchard, 1854) (Chili)
- Manduca sexta jamaicensis (Butler, 1875) (Caraïbes)

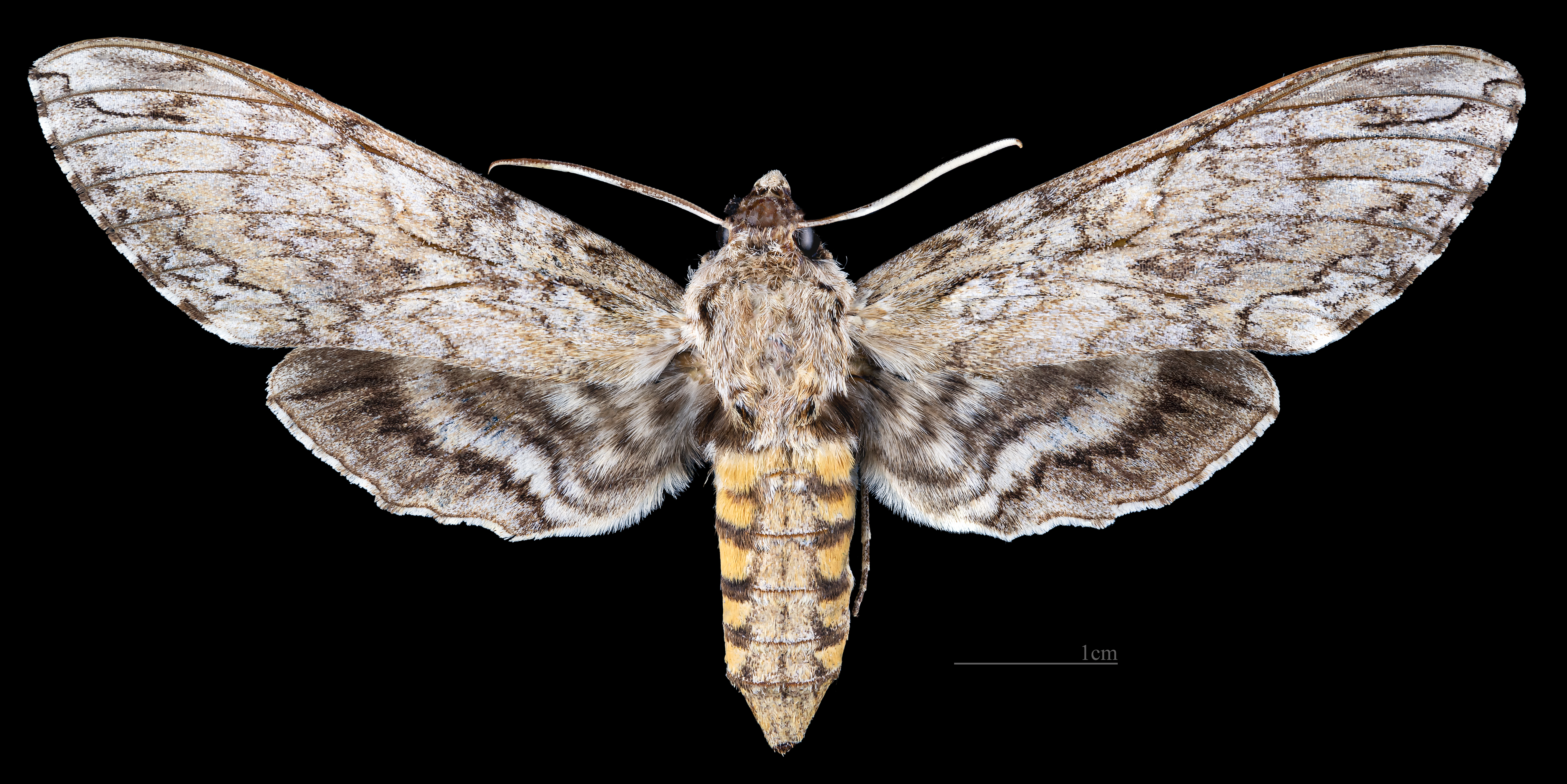
Manduca sexta leucoptera (Rothschild & Jordan, 1903) (Iles Galápagos)

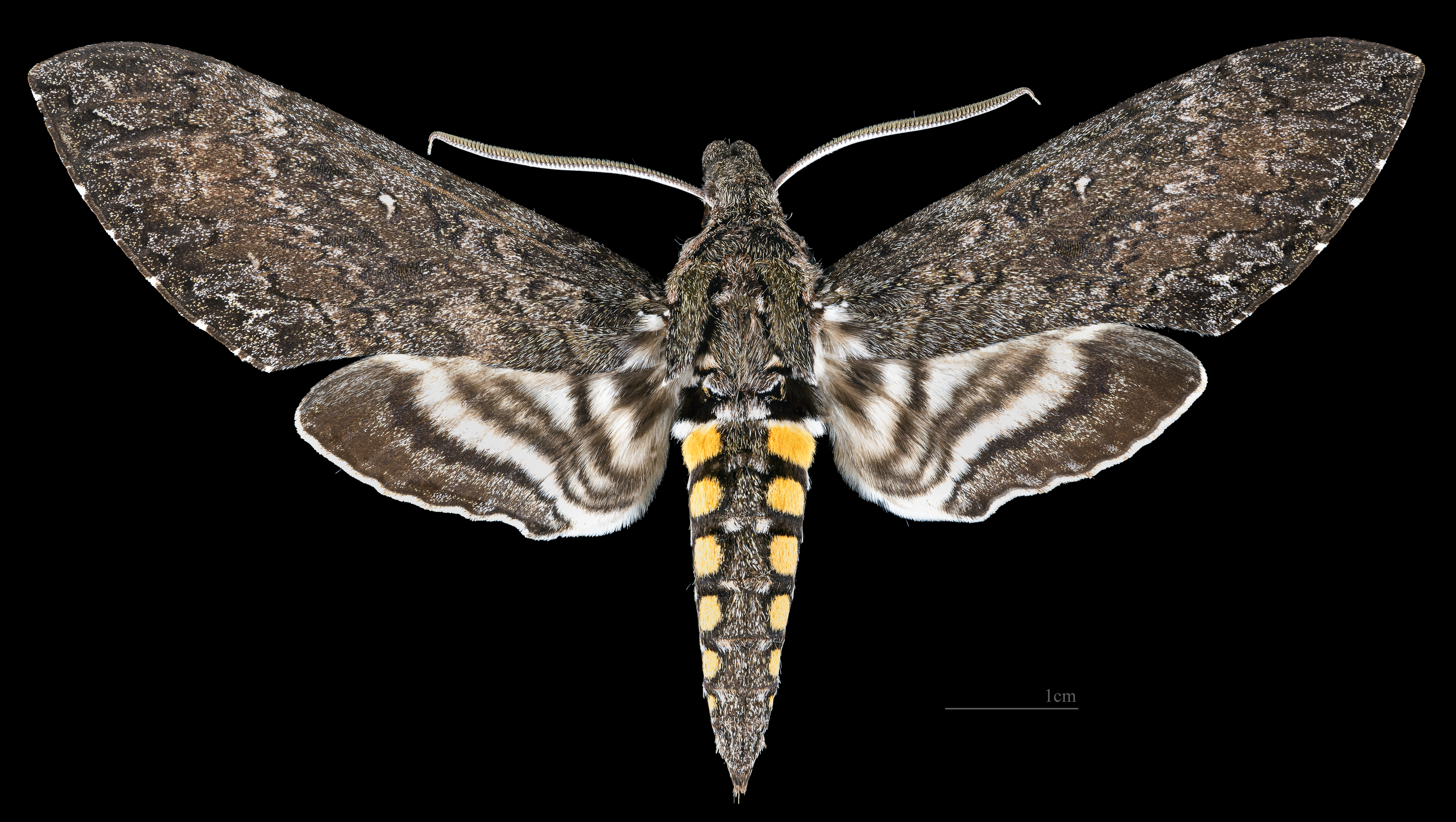
Manduca sexta paphus Face dorsale ♂
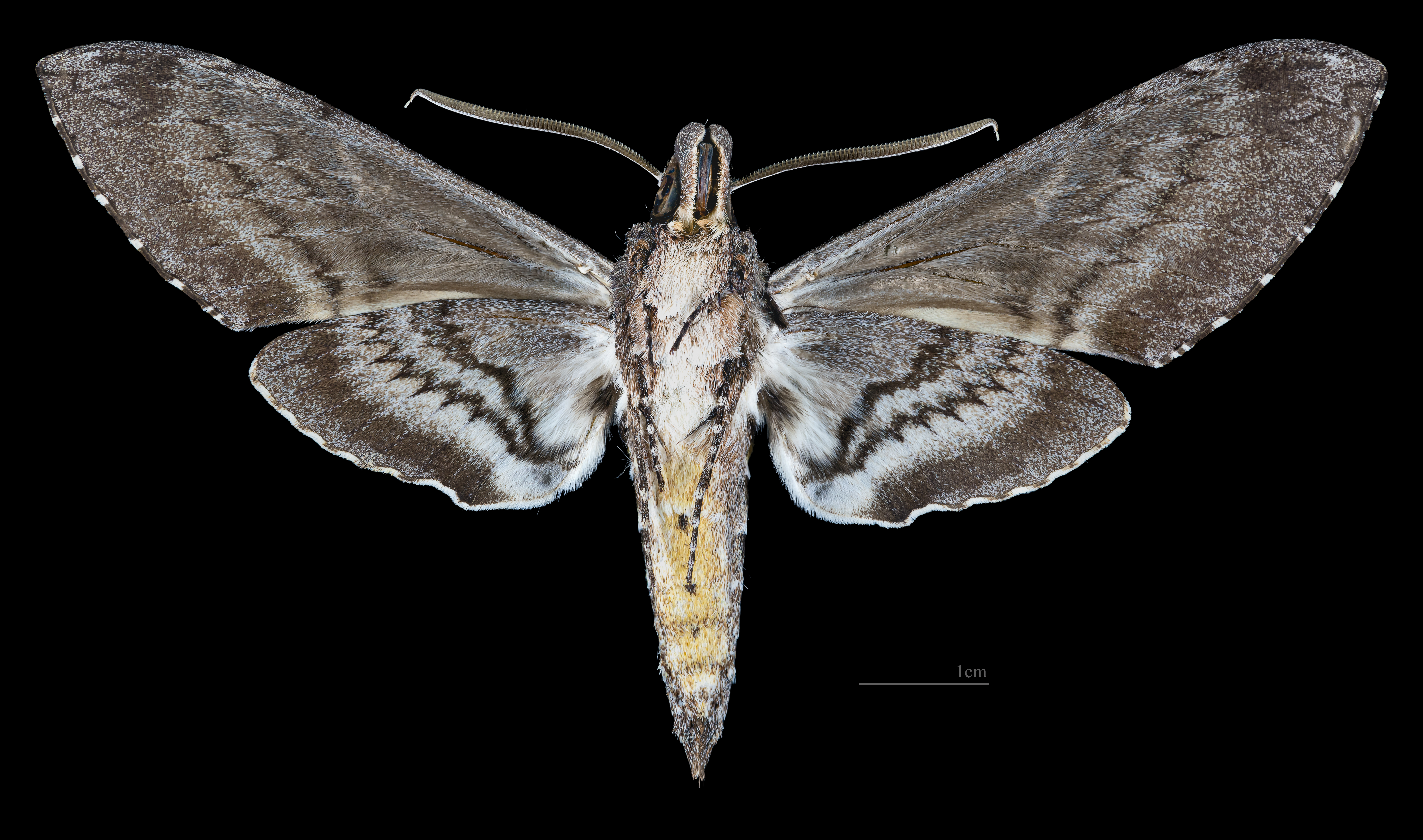
Manduca sexta paphus Revers ♂

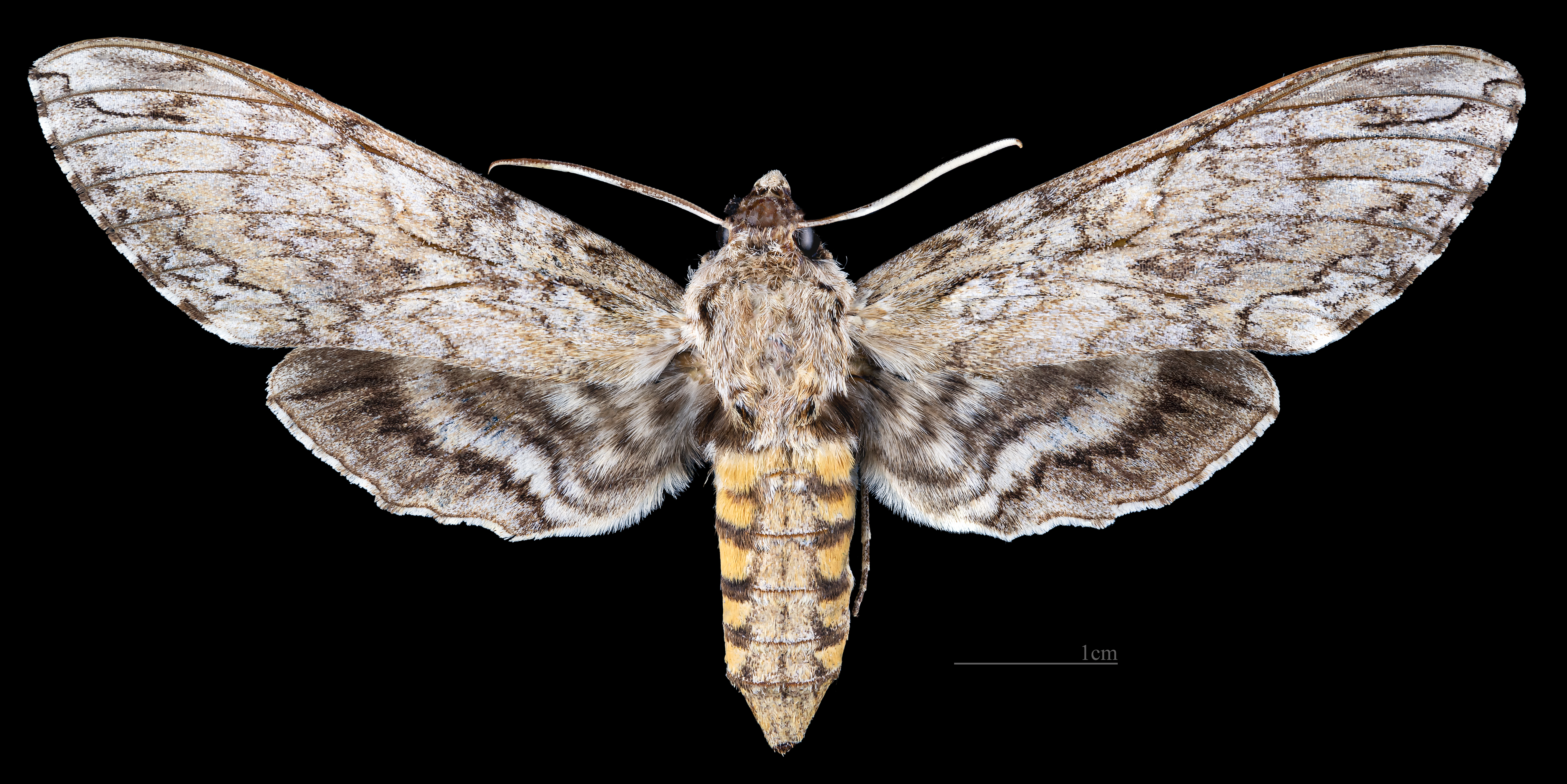
Manduca sexta paphus (Cramer, 1779) (Amerique du sud)
- Manduca sexta saliensis (Kernbach, 1964) (Argentine)
- Manduca sexta Garapa (Pixley, 2016) (Saipan)

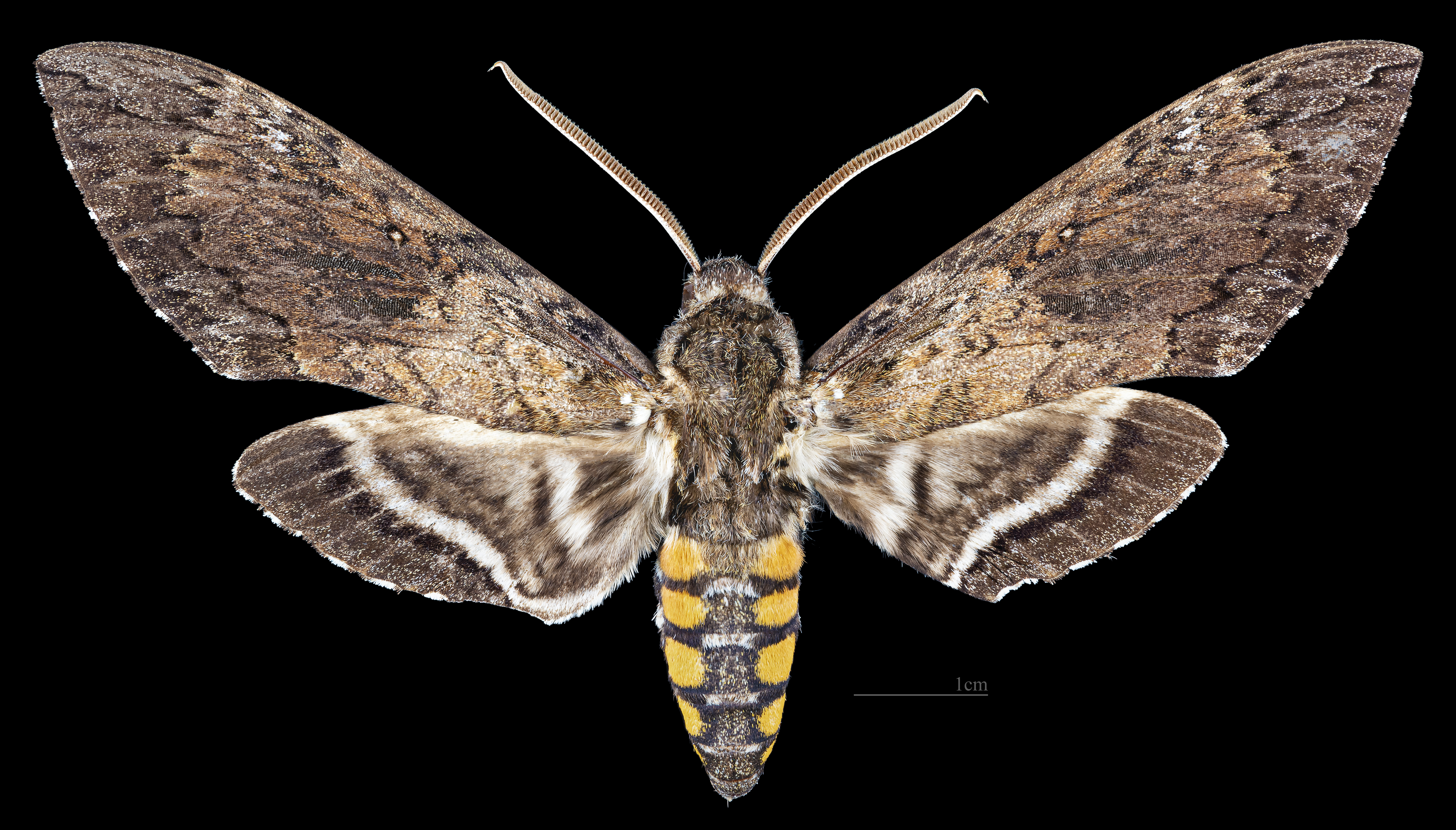
Manduca sexta jamaicensis Face dorsale ♂
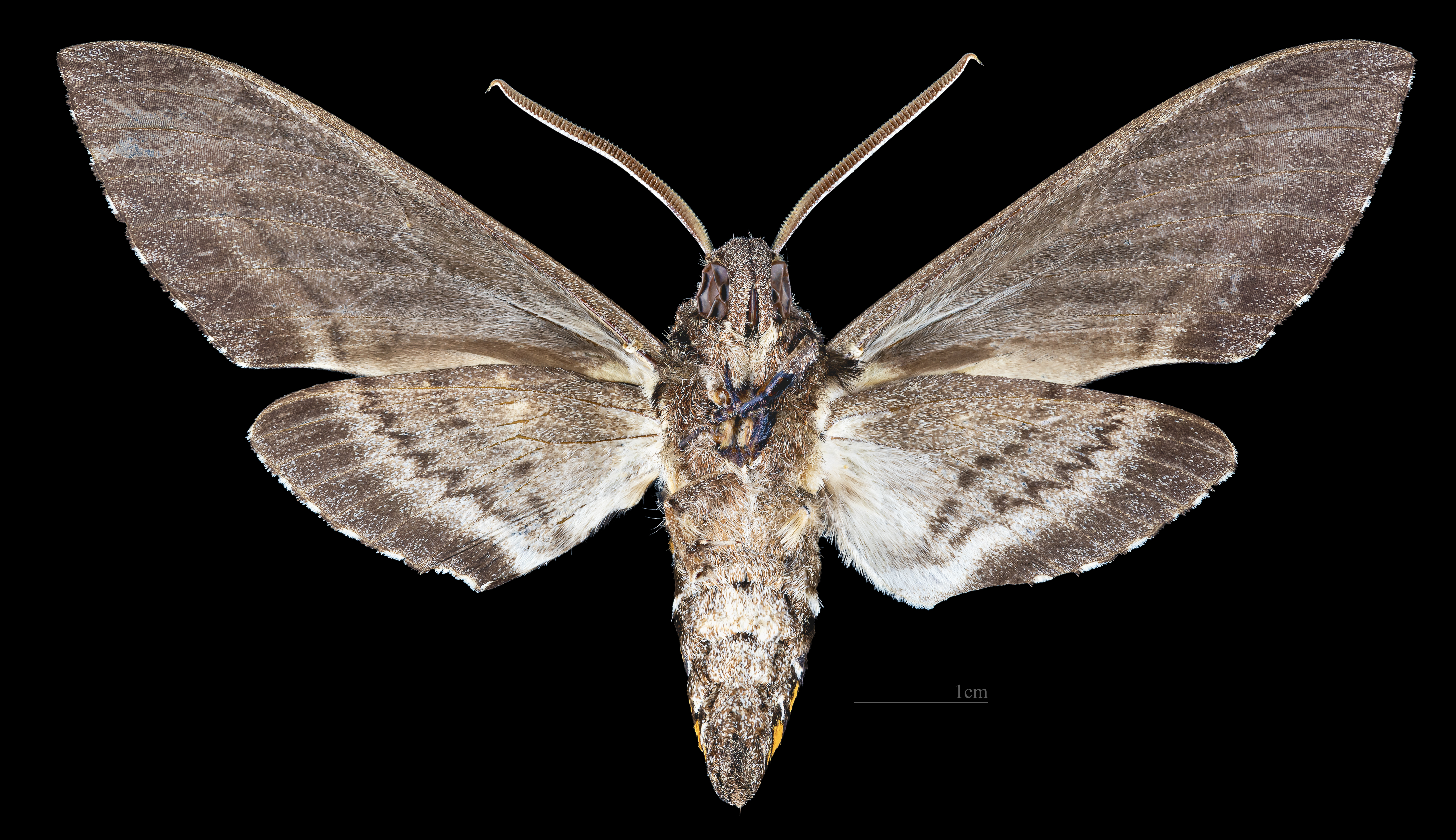
Manduca sexta jamaicensis Revers  ♂
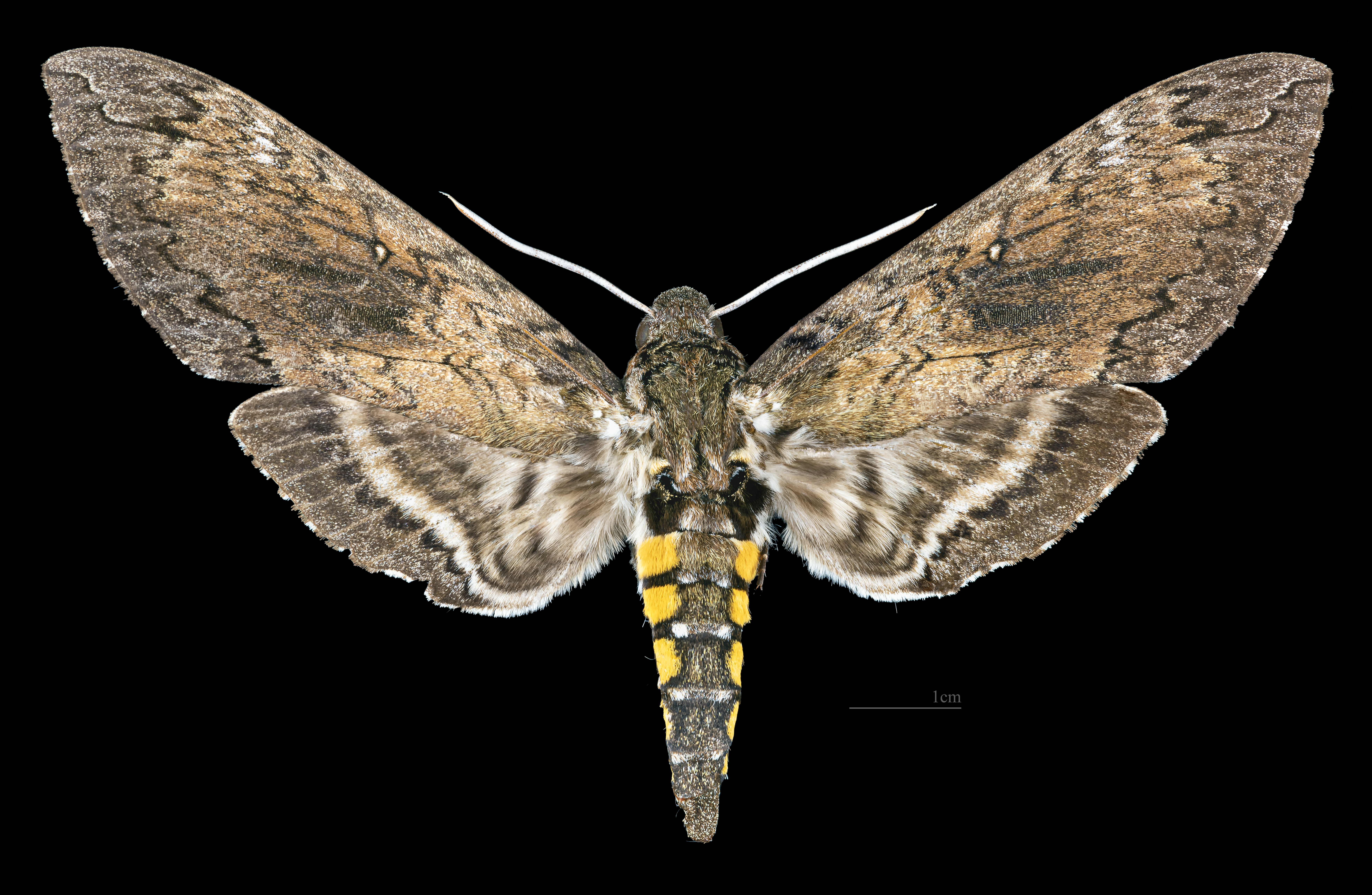
Manduca sexta jamaicensis Face dorsale ♀
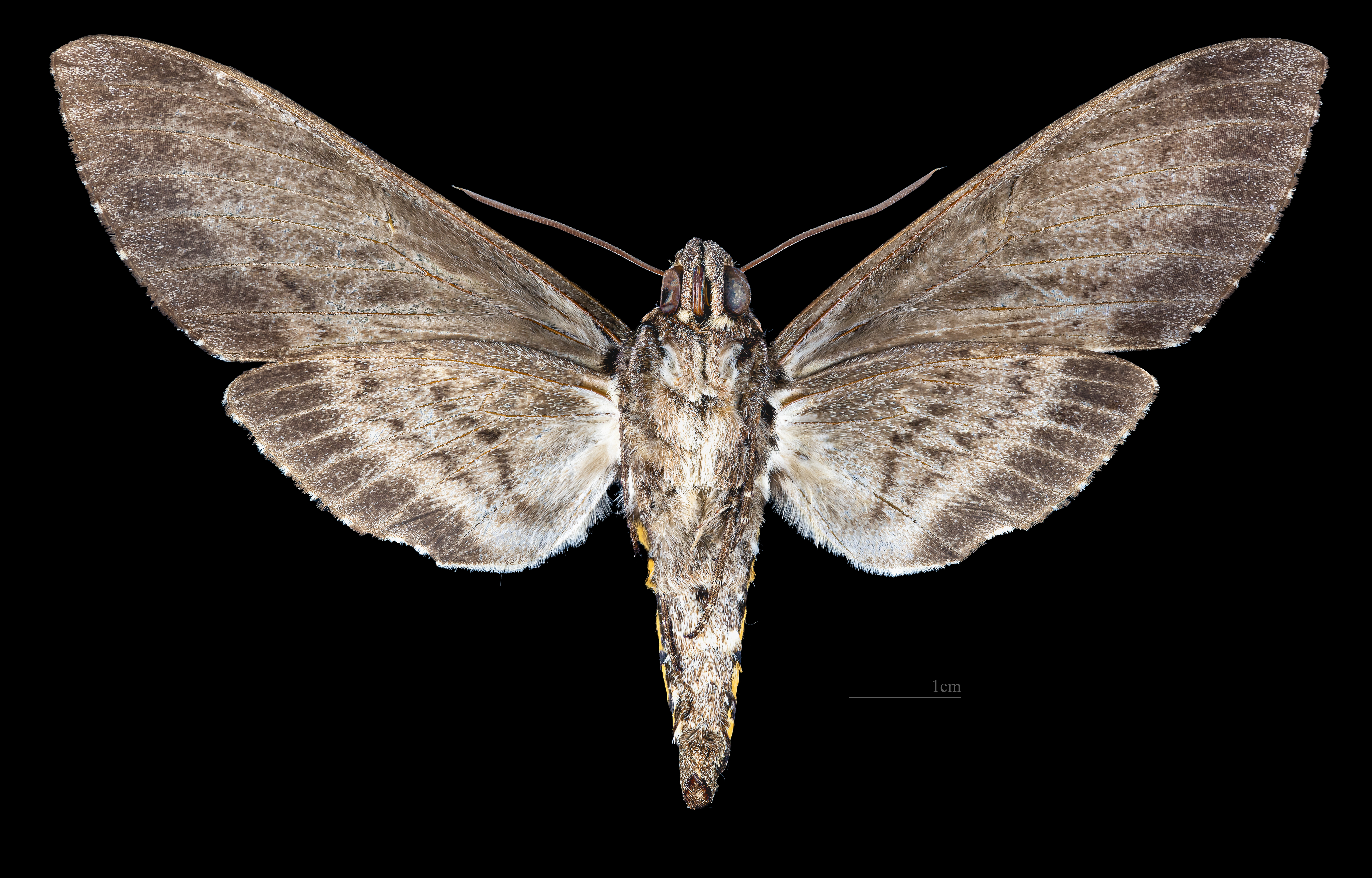
Manduca sexta jamaicensis Revers ♀

- Manduca sexta leucoptera 
Face dorsale ♀
- Manduca sexta leucoptera 
Revers ♀

- Manduca sexta paphus 
Face dorsale ♂
- Manduca sexta paphus 
 Revers  ♂

### Noms vernaculaires
- Les Manduca sexta adultes sont connus sous le nom de Sphinx de Caroline ou Sphinx du tabac.

## Le Sphinx du tabac et l'Homme

### Élevage en laboratoire
Les Manduca sexta sont fréquemment utilisés en laboratoire pour leur grande taille et leur facilité d'élevage. Ils peuvent être élevés sur des plantes hôtes telles que le tabac ou assimilé, des plants de tomates ou sur un milieu artificiel à base de germes de blé. Leur élevage est peu contraignant, sachant qu'il leur suffit juste d'être en jour long (c'est-à-dire 14 heures de jour) pendant leur développement pour éviter la diapause.
Les œufs sont rincés durant une à cinq minutes dans de l'eau de Javel diluée ou à 0,05 % (Clorox: utilisé à l'université de Binghamton).
Les œufs sont placés sur des cubes de nourriture ou sur des plantes. L'éclosion et la vitesse de développement dépendent de la température. Les chenilles sont ensuite placées sur de la nourriture ou des feuilles fraîches lorsque leur nourriture est consommée. Lorsque les chenilles sont errantes, elles sont placées en chambre de pupaison. Ces chambres sont des trous percés dans une planche de bois. Après l'entrée en pupaison, les pupes sont placées dans une chambre d'élevage jusqu'à éclosion. Pour l'accouplement, l'ajout d'une cupule d'eau sucrée ou de tabac (ou assimilé) permettra aux femelles fertilisées d'effectuer leur oviposition, les œufs étant ensuite récupérés.
Lorsqu'elles sont nourries sur un substrat artificiel, les chenilles ne consomment pas de xanthophylle dont elles ont besoin pour produire leur couleur verte, ce qui les fait apparaître bleues. Sur des substrats possédant de faibles quantités de pigments ou des précurseurs de ces pigments, la chenille peut prendre une faible couleur bleu pastel. Comme la vitamine A ainsi que d'autres caroténoïdes sont nécessaires à la synthèse de pigments visuels (rhodopsine) mais absents des substrats artificiels, les chenilles élevées sur de tels substrats ont généralement une mauvaise vision.
Le sphinx du tabac est un modèle de laboratoire utilisé en biologie et en bio-médecine. La larve est grosse et il est donc relativement facile de la disséquer et d'en isoler les organes.